# PAX9
PAX9 (англ. Paired box 9) – білок, який кодується однойменним геном, розташованим у людей на короткому плечі 14-ї хромосоми. Довжина поліпептидного ланцюга білка становить 341 амінокислот, а молекулярна маса — 36 310.
| 10         |  | 20         |  | 30         |  | 40         |  | 50         |
| ---------- |  | ---------- |  | ---------- |  | ---------- |  | ---------- |
| MEPAFGEVNQ |  | LGGVFVNGRP |  | LPNAIRLRIV |  | ELAQLGIRPC |  | DISRQLRVSH |
| GCVSKILARY |  | NETGSILPGA |  | IGGSKPRVTT |  | PTVVKHIRTY |  | KQRDPGIFAW |
| EIRDRLLADG |  | VCDKYNVPSV |  | SSISRILRNK |  | IGNLAQQGHY |  | DSYKQHQPTP |
| QPALPYNHIY |  | SYPSPITAAA |  | AKVPTPPGVP |  | AIPGSVAMPR |  | TWPSSHSVTD |
| ILGIRSITDQ |  | VSDSSPYHSP |  | KVEEWSSLGR |  | NNFPAAAPHA |  | VNGLEKGALE |
| QEAKYGQAPN |  | GLPAVGSFVS |  | ASSMAPYPTP |  | AQVSPYMTYS |  | AAPSGYVAGH |
| GWQHAGGTSL |  | SPHNCDIPAS |  | LAFKGMQAAR |  | EGSHSVTASA |  | L          |

A: Аланін

C: Цистеїн

D: Аспарагінова кислота

E: Глутамінова кислота

F: Фенілаланін

G: Гліцин

H: Гістидин

I: Ізолейцин

K: Лізин

L: Лейцин

M: Метіонін

N: Аспарагін

P: Пролін

Q: Глутамін

R: Аргінін

S: Серин

T: Треонін

V: Валін

W: Триптофан

Кодований геном білок за функцією належить до білків розвитку. 
Задіяний у таких біологічних процесах, як транскрипція, регуляція транскрипції. 
Білок має сайт для зв'язування з ДНК. 
Локалізований у ядрі.